# Norddeutscher Fußball-Verband
Der Norddeutsche Fußball-Verband (NFV) ist einer von fünf Regionalverbänden des Deutschen Fußball-Bundes. Präsident des NFV ist Ralph-Uwe Schaffert. Sitz des Verbandes ist Bremen. Im Bereich des Norddeutschen Fußball-Verbandes waren Ende 2020 insgesamt 3.736 Fußball anbietende Vereine und 1.009.559 Mitglieder organisiert.

## Geschichte
Gegründet wurde der NFV am 15. April 1905 als Zusammenschluss folgender Verbände: Hamburg-Altona (9 Vereine), Bremen (9), Hannover (9), Herzogthum Braunschweig (5), Kiel (3) und Mecklenburg (3). Ferner waren sechs Einzelvereine beteiligt, namentlich der FC Bremerhaven-Lehe und der Geestemünder SC (deren ehemaligen Unterweser-Verband gab es zu dem Zeitpunkt nicht mehr), dazu der Lüneburger FC, Britannia Hildesheim, FC Oldenburg und Lübecker BC.
Vorsitzende bis 1933:
- 1905–1907 Heinrich Thran (Hamburg)
- 1907–1909 Hugo Egon Kubaseck (Hamburg)
- 1909–1914 Paul Koretz (Hamburg)
- 1914–1924 August Bosse (Hamburg)
- 1924–1928 Henry Barrelet (Hamburg)
- 1928–1929 Georg P. Blaschke (Kiel)
- 1929–1933 Günther Riebow (Aumühle)

Die Vorläuferverbände sollten sich ab sofort als Bezirke des NFV verstehen und organisieren, was sie unterschiedlich zügig taten. 1907 teilte der Verband sein Gebiet in nunmehr neun Bezirke neu auf: Schleswig (Bezirk I), Holstein (Bezirk II), Hamburg-Altona (Bezirk III), Mecklenburg (Bezirk IV), Altmark (Bezirk V), Braunschweig (Bezirk VI), Hannover (Bezirk VII), Bremen (Bezirk VIII), Oldenburg (Bezirk IX). Zu Mecklenburg gehörte Vorpommern, nachdem sich dort die ersten Vereine gegründet hatten. Vorübergehend hatte auch das Gebiet um Cassel (damalige Schreibweise) zum NFV gehört, dessen Vereine waren aber schon 1906 in den Rheinisch-Westfälischen Spiel-Verband gewechselt; später wurde die Altmark „abgetreten“.
Im äußersten Norden reichte der Einfluss des NFV de facto nur bis an die heutige deutsch-dänische Grenze, da es nicht gelang, die Vereine aus Nordschleswig zu integrieren. Diese waren seit 1903 im Nordslesvig Fælles-Idrætsforening organisiert, der 1911 zum Eintritt in den Verband aufgefordert wurde, dies aber ablehnte. Daraufhin disqualifizierte der NFV die nordschleswigschen Vereine und meldete dies auch dem dänischen Verband Dansk Boldspil-Union. Nach der Volksabstimmung von 1920 wurde das Gebiet dänisch, der dortige Verband hieß fortan Sønderjysk Idrætsforening.
Schon früh gab es zahlreiche „wilde“ Vereine, die zwar im Verbandsgebiet ansässig waren, aber vorerst nicht dem NFV oder einem seiner Vorläufer beitraten, sondern nur Freundschaftsspiele austrugen oder in privaten Ligen spielten. Ein Teil dieser Vereine (sofern sie den Weltkrieg überstanden hatten) trat nach 1919 in den NFV ein, da dies häufig die Voraussetzung wurde, kommunale Sportstätten (kostenlos oder zumindest preisgünstig) benutzen zu dürfen.
Anders verhielt es sich mit den Spielabteilungen der Deutschen Turnerschaft, von denen etliche schon vor dem Ersten Weltkrieg als Mitglieder des NFV gelistet waren und in dessen Bezirken an Meisterschaften teilnahmen, sei es mit Einverständnis des Muttervereins (z. B. Eimsbütteler TV) oder als Ausgliederungen (1. Kieler FV, SpVgg. Blankenese).
Der NFV war – außer für Fußball – in den ersten 28 Jahren auch für die Leichtathletik in seinem Gebiet „operativ“ zuständig und führte zum Beispiel die alljährlichen norddeutschen Meisterschaften in dieser Sportart durch. Als in der Zeit der Weimarer Republik immer mehr seiner Mitgliedsvereine weitere Sparten gründeten, trug er dem 1927 Rechnung, indem er sich in Norddeutscher Sport-Verband umbenannte.

### Meisterschaften bis 1933
Vor der nationalsozialistischen Machtergreifung wurde der Norddeutsche Meister – mit Ausnahme der Saison 1913/14 (Norddeutsche Liga) – in einer Endrunde ausgespielt. Teilnehmer waren bis einschließlich 1920 nur die Meister der Bezirke, deren Zahl und Namen im Laufe der Jahre variierten. Später wuchs das Teilnehmerfeld auf bis zu 16 Teams an, auch der Austragungsmodus wurde mehrfach geändert. Zuletzt gab es sechs Bezirke: Schleswig-Holstein, Lübeck-Mecklenburg, Groß-Hamburg, Nordhannover (mit Harburg und Wilhelmsburg), den Südbezirk (Hannover/Braunschweig) und Weser-Jade.
1915 fiel die Meisterschaft kriegsbedingt aus, 1916 und 1918 fand hilfsweise ein Wettbewerb mit den Auswahlteams der Bezirke statt (Sieger jeweils: Groß-Hamburg).
Die Meister:
| - 1906: Victoria Hamburg - 1907: Victoria Hamburg - 1908: Eintracht Braunschweig - 1909: Altona 93 - 1910: Holstein Kiel - 1911: Holstein Kiel - 1912: Holstein Kiel - 1913: Eintracht Braunschweig - 1914: Altona 93 | - 1917: Borussia Harburg - 1919: Victoria/88 Hamburg - 1920: SV Arminia Hannover - 1921: Hamburger SV - 1922: Hamburger SV - 1923: Hamburger SV - 1924: Hamburger SV - 1925: Hamburger SV - 1926: Holstein Kiel | - 1927: Holstein Kiel - 1928: Hamburger SV - 1929: Hamburger SV - 1930: Holstein Kiel - 1931: Hamburger SV - 1932: Hamburger SV - 1933: Hamburger SV |

#### Meister nach Verein
|  | Verein                 | Meister | Jahr                                                                  |
|  | ---------------------- | ------- | --------------------------------------------------------------------- |
|  | Hamburger SV           | 10      | 1921, 1922, 1923, 1924, 1925, 1928, 1929, 1931, 1932, 1933            |
|  | Holstein Kiel          | 6       | 1910, 1911, 1912, 1926, 1927, 1930                                    |
|  | Victoria Hamburg       | 2       | 1906, 1907                                                            |
|  | Altona 93              | 2       | 1909, 1914                                                            |
|  | Eintracht Braunschweig | 2       | 1908, 1913                                                            |
|  | SV Arminia Hannover    | 1       | 1920                                                                  |
|  | KV Victoria/88 Hamburg | 1       | 1919 (in der Endspielelf standen acht Victoria- und drei HSV-Spieler) |
|  | Borussia Harburg       | 1       | 1917                                                                  |

### Nord-Fußball ohne NFV bis 1947
Nach dem 10. Mai 1933 wurden als Folge der nationalsozialistischen Machtergreifung die sieben bestehenden traditionsreichen Regionalverbände (Baltischer Rasensport-Verband, Südostdeutscher Fußballverband, Verband Brandenburger Ballspielvereine, Verband Mitteldeutscher Ballspielvereine, NFV/NSV, Westdeutscher Spielverband und Verband Süddeutscher Fußballvereine) aufgelöst und somit auch keine Regionalmeisterschaften mehr ausgetragen. Der NFV – seit 1927 Norddeutscher Sport-Verband (NSV) – vollzog seine förmliche Selbstauflösung am 16. Juli 1933 beim Verbandstag in Altona. An Stelle der Regionalverbände traten die 16 Sportgaue mitsamt der Gauligen, im Norden waren das Nordmark und Niedersachsen, und zum ersten Mal gab es damit eine reichsweit einheitliche Spielklasse. Die beiden norddeutschen Gau-, später Bereichsligen bestanden von 1933/34 bis 1941/42, anschließend gab es bis 1944/45 mehrere kleinere Gaue. Bis zur Gründung der Fußball-Oberliga Nord 1947/48, wurde nach dem Zweiten Weltkrieg im Norden von 1945/46 bis 1946/47 auf Bezirks- oder Landesebene gespielt. Eine norddeutsche Meisterschaft 1946 musste auf Geheiß der britischen Militärregierung abgebrochen werden, nachdem bereits zuvor die Vereine aus Kiel und Umgebung keine Reisegenehmigung erhalten hatten.

### NFV ab 1948
Nach dem Zweiten Weltkrieg erfolgte am 4. Dezember 1948 die Neugründung, jetzt wieder als Norddeutscher Fußball-Verband, mit seiner heutigen Mitgliederstruktur und verkleinertem Gebiet (ohne Mecklenburg).
Vorsitzende des NFV:
- 1948–1953 Heino Gerstenberg (Hamburg)
- 1953–1962 Hermann Gösmann (Osnabrück)
- 1962–1975 Ernst Hornbostel (Oldenburg)
- 1975–1989 August Wenzel (Einbeck)
- 1989–2006 Engelbert Nelle (Hildesheim) (ab 1997 „Präsident“)
- 2006–2009 Dieter Jerzewski (Bremen)
- 2009–2018 Eugen Gehlenborg (Garrel, am 20. Juni 2015 erneut im Amt bestätigt[5])
- 2018 bis 2021 Günter Distelrath
- seit 2021 Ralph-Uwe Schaffert

### NFV-Pokal
1924 veranstaltete der NFV erstmals einen Pokalwettbewerb für seine Vereinsmannschaften. Er wurde vier Mal ausgetragen, ehe er aufgrund des geringen Zuschauerzuspruchs vorerst eingestellt wurde. Zwischen 1952 und 1974 wurde der Wettbewerb erneut ausgespielt, dieses Mal diente er zur Ermittlung der norddeutschen Teilnehmer am DFB-Pokal; dementsprechend fanden – mit Ausnahme der Jahre 1953 sowie 1955 bis 1960 – auch nur so viele Runden statt, bis alle Teilnehmer für die erste DFB-Pokal-Hauptrunde ermittelt waren. Der Austragungsmodus des Wettbewerbs änderte sich häufig, weshalb es beinahe jährlich zu einer anderen Anzahl an Teilnehmern, Siegern und Runden kam. Zehnmal endete der Pokal mit einem Finalspiel, das drei Vereine gewannen (HSV 6, Holstein Kiel 3, VfL Osnabrück 1).

#### Siegreiche Mannschaften
| Übersicht über die zehn NFV-Pokalsieger (sowie die für den DFB-Pokal qualifizierten Vereine) | Übersicht über die zehn NFV-Pokalsieger (sowie die für den DFB-Pokal qualifizierten Vereine)                          |
| -------------------------------------------------------------------------------------------- | --- |
| Saison                                                                                       | Siegreiche Mannschaft(en)                                                                                             |
| 1924/25                                                                                      | Holstein Kiel |
| 1925                                                                                         | Holstein Kiel |
| 1926                                                                                         | Hamburger SV |
| 1927                                                                                         | Holstein Kiel |
| 1952                                                                                         | Eintracht Osnabrück, Concordia Hamburg, FC St. Pauli, Eintracht Braunschweig, 1. SC Göttingen 05, SC Victoria Hamburg |
| 1953                                                                                         | Hamburger SV |
| 1954                                                                                         | FC St. Pauli, Eintracht Braunschweig, Altona 93, Hamburger SV, SV Arminia Hannover, VfB Lübeck, Bremerhaven 93        |
| 1955                                                                                         | Hamburger SV |
| 1956/57                                                                                      | Hamburger SV |
| 1958                                                                                         | VfL Osnabrück |
| 1959                                                                                         | Hamburger SV |
| 1960                                                                                         | Hamburger SV |
| 1960/61                                                                                      | Werder Bremen, VfV Hildesheim, Heider SV, Altona 93                                                                   |
| 1961/62                                                                                      | Sportfreunde Lebenstedt, Holstein Kiel, VfV Hildesheim, Eintracht Braunschweig                                        |
| 1962/63                                                                                      | Hamburger SV, VfL Wolfsburg, Werder Bremen, Concordia Hamburg                                                         |
| 1963/64                                                                                      | Hannover 96, VfL Wolfsburg, VfL Osnabrück, Altona 93                                                                  |
| 1964/65                                                                                      | VfL Osnabrück, VfL Wolfsburg, Altona 93, SuS Northeim                                                                 |
| 1965                                                                                         | TuS Haste 01, FC St. Pauli, Holstein Kiel, Concordia Hamburg                                                          |
| 1966                                                                                         | Arminia Hannover, Hannover 96 Amateure, VfB Lübeck, Altona 93                                                         |
| 1967                                                                                         | VfB Lübeck, Itzehoer SV, VfB Oldenburg                                                                                |
| 1968                                                                                         | Arminia Hannover, VfL Wolfsburg, Langenhorner TSV, SC Sperber Hamburg                                                 |
| 1969                                                                                         | VfL Osnabrück, Göttingen 05, Arminia Hannover                                                                         |
| 1970                                                                                         | VfL Wolfsburg, FC St. Pauli, TSV Westerland, Holstein Kiel                                                            |
| 1971                                                                                         | Holstein Kiel, SpVgg Bad Pyrmont, FC St. Pauli                                                                        |
| 1972                                                                                         | OSV Hannover, VfL Wolfsburg, FC St. Pauli, HSV Barmbek-Uhlenhorst                                                     |
| 1973                                                                                         | VfB Oldenburg, SV Barmbek-Uhlenhorst, Eintracht Braunschweig                                                          |

|  | Verein        | Erfolge | Jahr                                                 |
|  | ------------- | ------- | ---------------------------------------------------- |
|  | Hamburger SV  | 8       | 1926, 1953, 1954, 1955, 1956/57, 1959, 1960, 1962/63 |
|  | Holstein Kiel | 7       | 1924, 1925, 1927, 1962, 1965, 1970, 1971             |
|  | VfL Wolfsburg | 6       | 1962/63, 1963/64, 1964/65, 1968, 1970, 1972          |
|  | FC St. Pauli  | 6       | 1952, 1954, 1965, 1970, 1971, 1972                   |

## Gliederung und Mitglieder

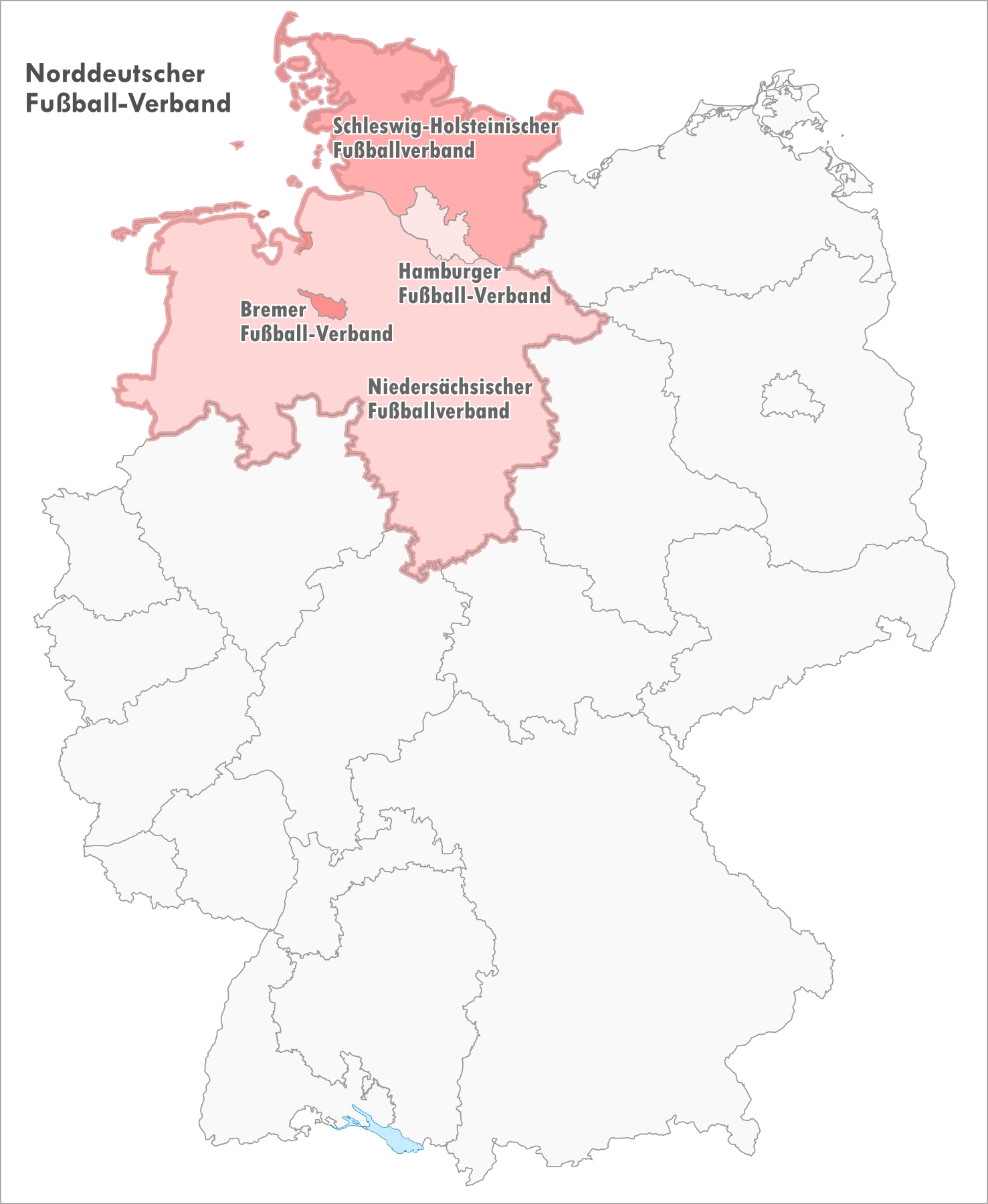
Karte des NFV mit Landesverbänden

Der Norddeutsche Fußball-Verband besteht aus den vier Landesverbänden Niedersächsischer Fußballverband (NFV), Hamburger Fußball-Verband (HFV), Bremer Fußball-Verband (BFV) und Schleswig-Holsteinischen Fußball-Verband (SHFV).

## Spielklassen des Norddeutschen Fußball-Verbandes
Es werden folgende sechs Ligen direkt organisiert:
- Regionalliga Nord
- Futsal-Regionalliga Nord
- Regionalliga Nord (Frauen)
- Regionalliga Nord (A-Junioren, B-Junioren, C-Junioren)

## Vereine in höheren Ligen

### Männer Saison 2025/26
| Stufe | Bezeichnung   | Anzahl | Vereine                                                  |
| ----- | ------------- | ------ | -------------------------------------------------------- |
| 1.    | Bundesliga    | 4      | Werder Bremen, VfL Wolfsburg, FC St. Pauli, Hamburger SV |
| 2.    | 2. Bundesliga | 3      | Holstein Kiel, Hannover 96, Eintracht Braunschweig       |
| 3.    | 3. Liga       | 1      | VfL Osnabrück, Hannover 96 II                            |

### Titel
Deutscher Meister (15):
1912: Holstein Kiel, 1923: Hamburger SV, 1928: Hamburger SV, 1938: Hannover 96, 1954: Hannover 96, 1960: Hamburger SV, 1965: Werder Bremen, 1967: Eintracht Braunschweig, 1979: Hamburger SV, 1982: Hamburger SV, 1983: Hamburger SV, 1988:	SV Werder Bremen, 1993: Werder Bremen, 2004: Werder Bremen, 2009: VfL Wolfsburg
DFB-Pokal (10):
1960/61: Werder Bremen, 1962/63: Hamburger SV, 1975/76:	Hamburger SV, 1986/87: Hamburger SV, 1990/91:	Werder Bremen, 1991/92:	Hannover 96, 1993/94: Werder Bremen, 1998/99: Werder Bremen, 2003/04: Werder Bremen, 2008/09: Werder Bremen, 2014/15: VfL Wolfsburg

### Frauen Saison 2025/26
| Stufe | Bezeichnung          | Anzahl | Vereine                                    |
| ----- | -------------------- | ------ | ------------------------------------------ |
| 1.    | Frauen-Bundesliga    | 3      | VfL Wolfsburg, Werder Bremen, Hamburger SV |
| 2.    | 2. Frauen-Bundesliga | 1      | SV Meppen,                                 |

### Futsal Saison 2023/24
| Stufe | Bezeichnung       | Anzahl | Vereine                    |
| ----- | ----------------- | ------ | -------------------------- |
| 1     | Futsal-Bundesliga | 3      | Hamburger SV, FC St. Pauli |

### Titel
Deutscher Meister (4):
2012: HSV-Panthers, 2013: HSV-Panthers, 2015: HSV-Panthers, 2016: HSV-Panthers

## Vorstand und Geschäftsführung
Präsident des Verbandes war von 1989 bis zum Verbandstag am 18. März 2006 Engelbert Nelle (Hildesheim). Auf dem Verbandstag wurde er zum Ehrenpräsidenten gewählt. Als Nachfolger wurde in Lübeck gewählt: Dieter Jerzewski, Präsident des Bremer Fußball-Verbandes. Karl Rothmund (Barsinghausen), Präsident des Niedersächsischen Fußballverbandes, wurde Schatzmeister. Spielausschuss-Vorsitzender wurde Hans-Rainer Hansen (Wanderup/Schleswig-Holstein).
Geschäftsführer war seit dem 1. Januar 2007 Rüdiger Lorenz. Der 63-Jährige war davor Geschäftsstellenleiter des Bundesligisten Energie Cottbus. 2009 hat ihn Stefan Lehmann abgelöst.
Seit dem Verbandstag am 6. Juni 2009 war Eugen Gehlenborg aus Garrel neuer Präsident. Ihn wählten sämtliche 198 Delegierten. Vorgänger Jerzewski trat nicht wieder an und ist nun ebenfalls Ehrenpräsident. Gehlenborgs Nachfolger war ab 2018 Günter Distelrath.
Kontakt-Daten: Norddeutscher Fußball-Verband, Franz-Böhmert Str. 1 B (Weserstadion), 28205 Bremen